# Joseph Fay

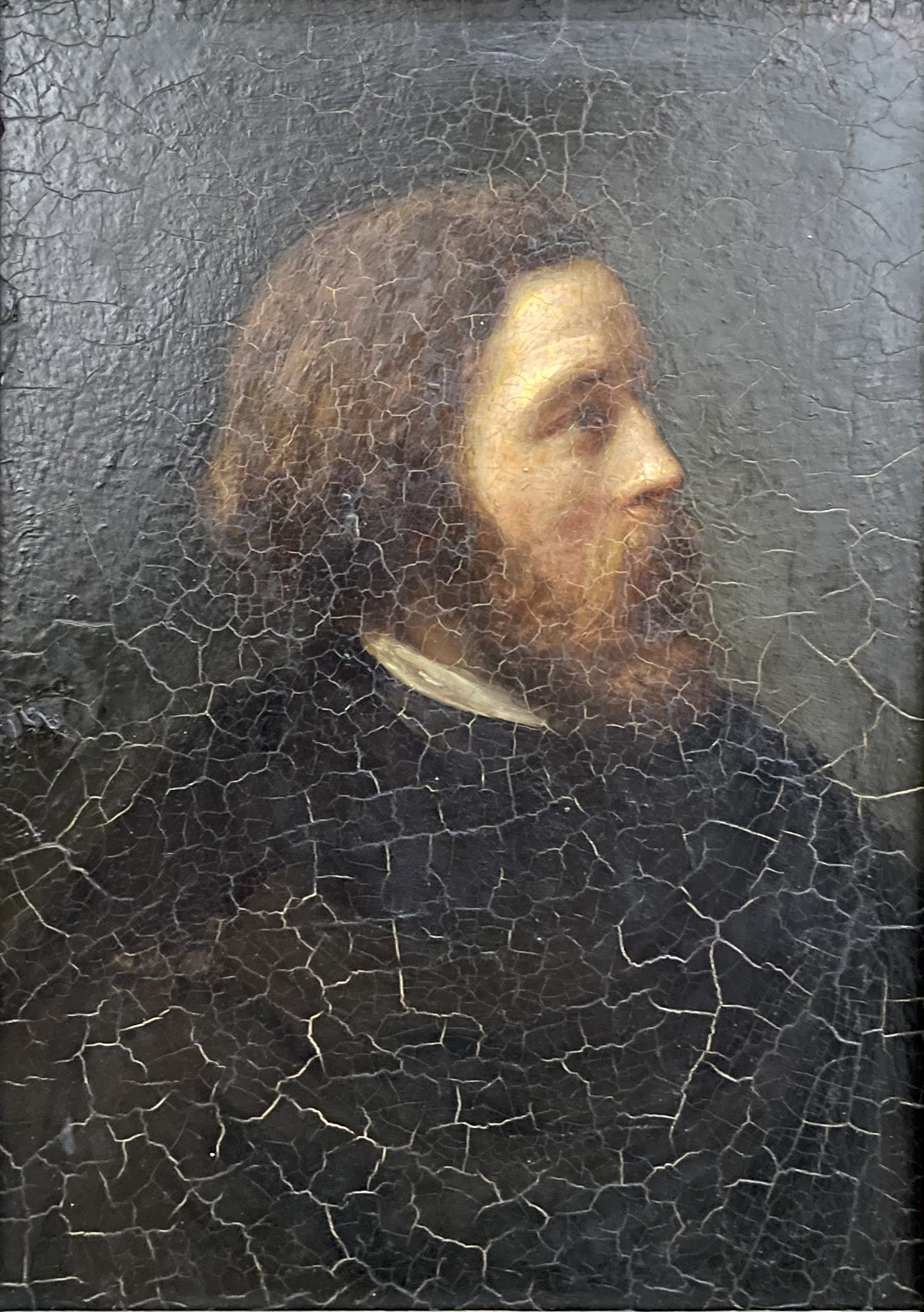
Friedrich Boser: Joseph Fay in der Freundschaftsgalerie von Einzelbildnissen der Düsseldorfer Malerschüler und ihren Freunden, 1840–1854

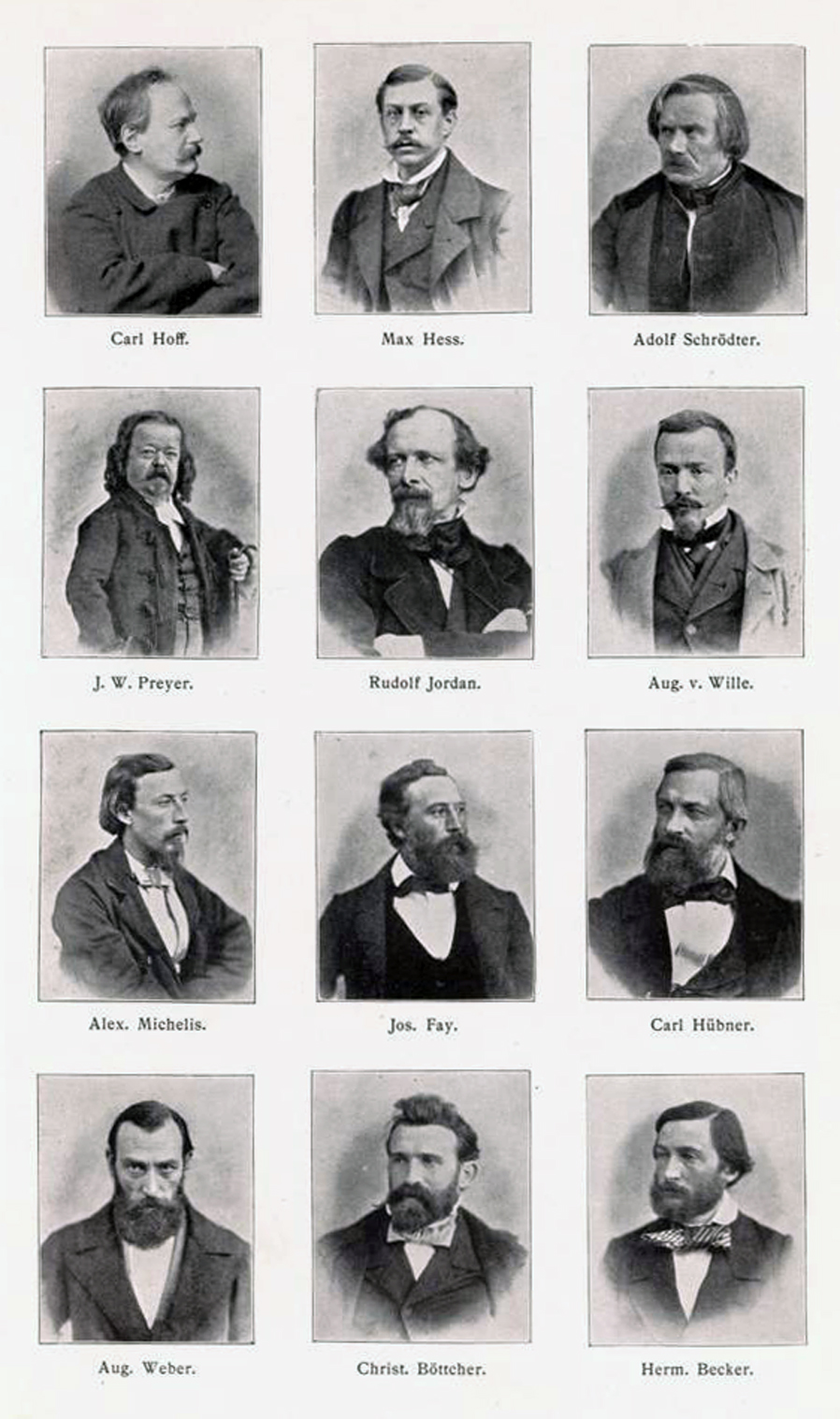
Joseph Fay, Porträt in einer Porträtsammlung des Künstlervereins Malkasten (Mitte der dritten Reihe)

Joseph Fay (* 6. August 1812 in Köln; † 27. Juli 1875 in Düsseldorf) war ein deutscher Maler und Illustrator der Düsseldorfer Schule.

## Leben

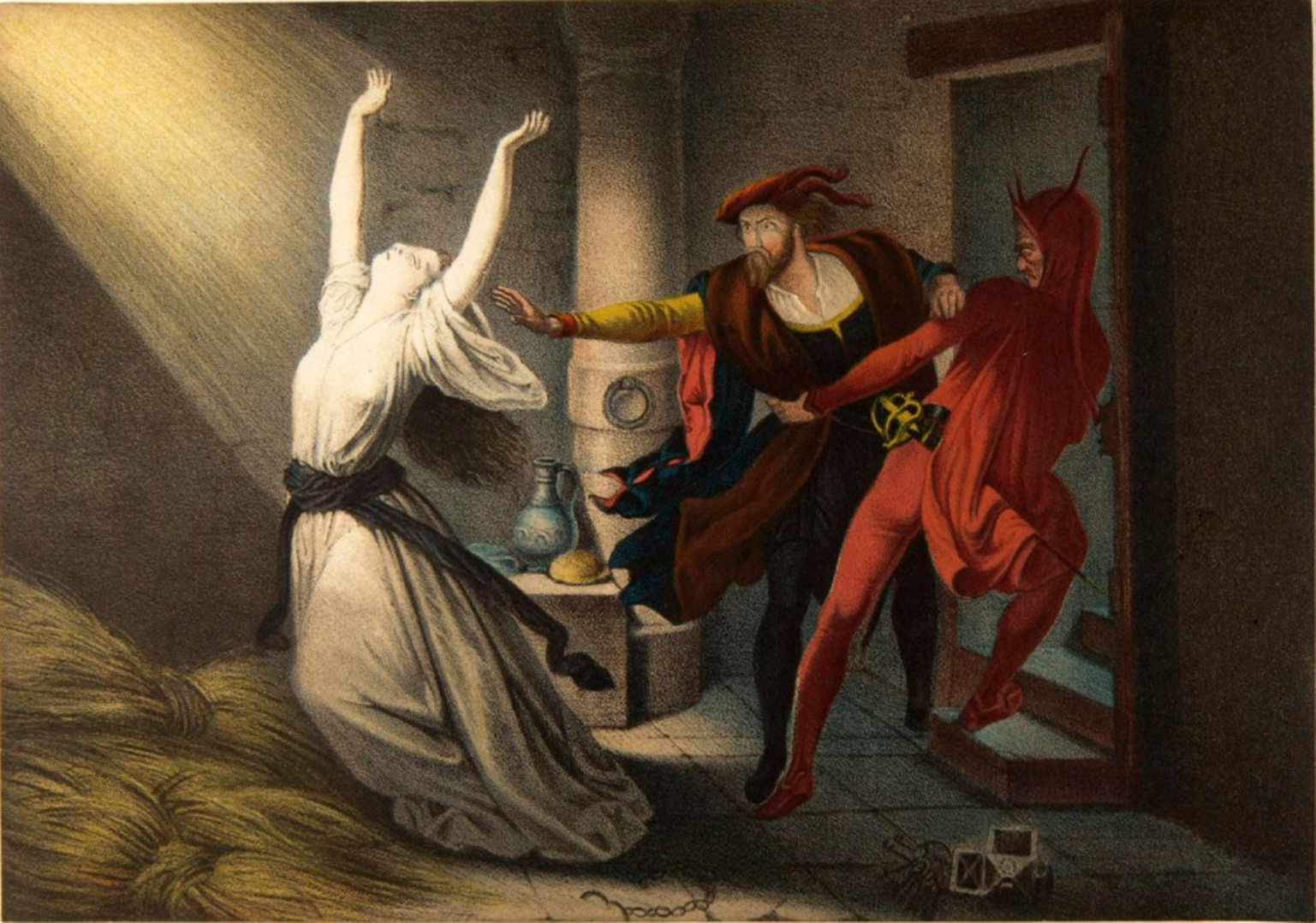
Faust und Mephisto im Kerker, kolorierte Lithographie von Joseph Fay, Paris 1846

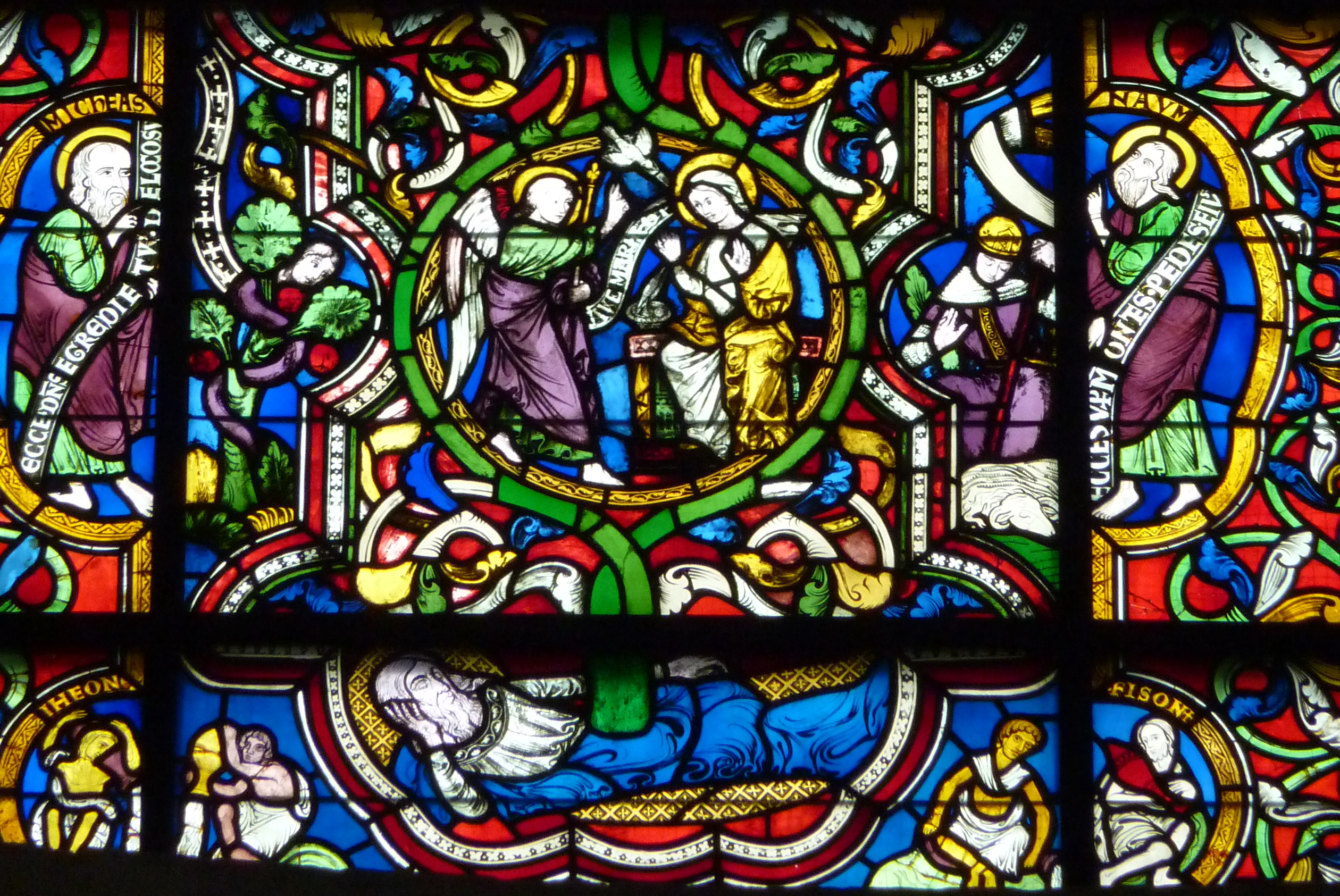
Bleiglasfenster in der St. Kubiert Basilika in Köln nach einem Karton von Joseph Fay, 1839

Fay studierte von 1833 bis 1845 an der Kunstakademie Düsseldorf in der Malklasse von Karl Ferdinand Sohn, ab 1841/42 in der Meisterklasse von Friedrich Wilhelm von Schadow.
1840 gewann Fay zusammen mit Lorenz Clasen, Heinrich Mücke und Hermann Plüddemann die 1839 ausgeschriebene Konkurrenz des Kunstvereins für die Rheinlande und Westfalen für den Freskenzyklus Die Urgeschichte der Deutschen bis zur Hermannsschlacht in einem Saal des Elberfelder Rathauses. Ab 1843 führten sie ihre Entwürfe aus. Mit seinem Fresko Sitte und Leben der alten Deutschen, er malte den ersten Abschnitt des Zyklus, erreichte Fay seinen künstlerischen Durchbruch. Die Fresken (1945 zerstört) brachten ihm zahlreiche Ausstellungserfolge und begeisterte Kritiken. Wolfgang Müller von Königswinter lobte die Kartons in den stärksten Ausdrücken und stellt sie neben Rethelsche Arbeiten: „[…] unter den Malern […] befindet sich nur einer,[…] der […] Ähnlichkeit mit Rethel besitzt.“ Im Jahr 1840 konnte Fay anlässlich einer Ausstellung erfolgreich mit seinem Gemälde Simson und Delilah debütieren.
1844 ging Fay mit zwei Bekannten aus Düsseldorf nach Paris und wurde dort Schüler von Paul Delaroche, um speziell die Historienmalerei zu studieren. Später kehrte er nach Düsseldorf zurück, wo er größere Arbeiten nicht mehr unternahm. Joseph Fay war 1848 Mitbegründer des Künstlervereins Malkasten. Nach der Revolution von 1848 hatte sich Fay wie viele andere Düsseldorfer Künstlerkollegen von der politisch belegten Historienmalerei zurückgezogen und schuf vorwiegend Genreszenen, darunter die stark theatralische letzte Szene aus Goethes Faust Faust und Mephisto im Kerker, die er auch lithografierte, und italienische Motive, wie die Badenden Römerinnen. Seine Landschaftshintergründe wurden häufig von August Weber ausgeführt. Gelegentlich arbeitete er auch als Innenarchitekt und unterrichtete Schüler privat, darunter Charles Wimar.
Über seine Gemahlin Marie (* 1825), eine Tochter des Verlagsbuchhändlers und Druckereibesitzers Heinrich Arnz (1785–1854, Arnz & Comp.), war er Schwager der Landschaftsmaler Albert und Otto Arnz. Verschwägert war er ferner mit den Malern Oswald Achenbach und Albert Flamm, welche die Schwestern seiner Frau geheiratet hatten. Fay war Vater und Lehrer des Tiermalers Ludwig Fay.
Zwei Wochen vor seinem 62. Geburtstag starb Joseph Fay am 27. Juli 1875 in Düsseldorf.

## Rezeption
Komposition und Malerei zeugen von ebenso großartiger Auffassung wie technischer Befähigung. Nachdem in seinen frühen Werken eher historische und romantische Themen vorherrschten, ist es in seinen späteren Werk eher die Genremalerei.
Fay behandelte Szenen aus dem Leben und Treiben des italienischen Volkes, das er bei wiederholtem Aufenthalt in Italien eingehend studiert hatte. Einen besonderen Reiz gewinnen seine Bilder auch durch die landschaftliche Umgebung, die einen wesentlichen Bestandteil derselben ausmacht. Glückliche Auffassungsgabe, leuchtendes Kolorit und gewandte Pinselführung zeichnen dieselben aus.

## Werke
- Eine lauschende Thisbe
- Romeo und Julia
- Gretchen im Gefängnis
- Der nächtliche Ritter, um 1840

### Illustrationen (Auswahl)
- In: Märchen und Sagen für Jung und Alt. – Düsseldorf: Arnz: Voß, 1857.
  - Band 1. Digitalisierte Ausgabe der Universitäts- und Landesbibliothek Düsseldorf
  - Band 2. Digitalisierte Ausgabe der Universitäts- und Landesbibliothek Düsseldorf